# Paul Bartsch

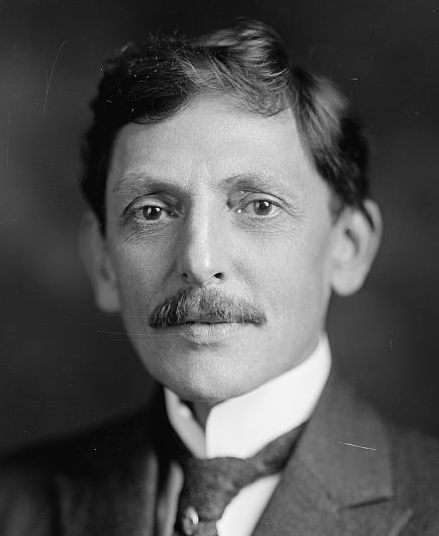
Paul Bartsch

Paul Bartsch (n. 14 august 1871 - d. 24 aprilie 1960) a fost un biolog american de origine germană, specialist în moluște și crustacee.

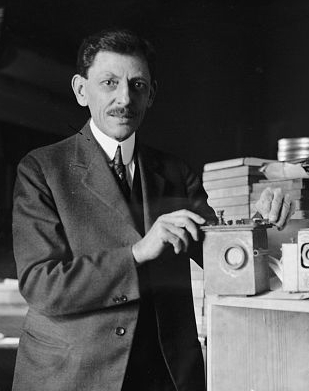
Bartsch şi camera sa subacvatică

În 1922 a inventat camera de luat vederi imersibilă, punând astfel bazele filmării subacvatice.
În 1902 inițiază un studiu sistematic al păsărilor, prin fixarea unui inel numerotat la un picior al acestora, acțiune care ulterior va fi extinsă la nivel național prin participarea a numeroși voluntari.
Astfel se urmărea migrația păsărilor, durata vieții acestora, evoluția populațiilor, precum și interacția lor cu mediul.
În perioada Primului Război Mondial, Bartsch inventează un detector de gaze, care va intra în înzestrarea Chemical Warfare Service.